# Trihalur

L'estructura molecular del cloroform, un dels trihalurs més simples

Un trihalur, en química, és un organohalur format per tres àtoms d'halogen units a un sol àtom o compost. Un exemple de trihalur és el cloroform.
Els trihalometans són els trihalurs més simples, perquè només un hidrogen està connectat al carboni. L'1,1,1-tricloroetà és un dels trihalurs de l'età.